# 9K34 Strela-3
El 9K34 «Strela-3» (en ruso: 9К34 «Стрела-3»; en castellano: Flecha, designación OTAN: SA-14 Gremlin) es un misil antiaéreo portátil soviético/ruso de corto alcance lanzable por un solo hombre, desarrollado en la Unión Soviética a raíz de las pobres prestaciones obtenidas por su antecesor, el 9K32 Strela-2. Entró en servicio en el Ejército Soviético en enero de 1974.

## Desarrollo
El misil, cuyo desarrollo por KBM fue muy rápido, está basado en gran medida en el Strela 2. El principal cambio introducido fue una nueva cabeza buscadora en infrarrojo. El buscador funciona en FM (múltiples barridos) que es menos vulnerable a interferencias, señuelos y bengalas que los antiguos buscadores en AM, los cuales eran fácilmente confundibles mediante el uso de bengalas e interferidores sencillos. Otro cambio, más importante aún, fue un sistema de refrigeración del buscador por nitrógeno presurizado y que iba unido al tubo lanzador.
La función del refrigerante es expandir el sulfuro de plomo (PbS) presente en el sensor infrarrojo y por consiguiente mejorar la capacidad de detección del mismo a longitudes de onda más largas. En la práctica, esta mejora permite adquirir objetivos que tengan menor rastro infrarrojo a distancias mayores. Además, el buscador tiene una mayor velocidad de seguimiento permitiendo que el misil realizar más y más veloces cambios de rumbo mientras se aproxima al objetivo.
La parte negativa de las mejoras introducidas fue un incremento del peso total del misil que provocaría un descenso de las prestaciones cinemáticas en comparación con el original Strela-2.[cita requerida]
El misil ha sido exportado a más de 30 países. La versión naval del sistema recibe la designación OTAN SA-N-8. El Strela-3 fue sucedido por el 9K38 Igla, que entró en servicio en 1983.

## Tabla comparativa
| Sistema                                                | 9K32M Strela-2M (misil: 9M32M)                                                                         | 9K34 Strela-3 (misil: 9M36) | FIM-43C Redeye                                                              |
| ------------------------------------------------------ | --- | --- | --------------------------------------------------------------------------- |
| Año de entrada en servicio                             | 1968                                                                                                   | 1974 | 1968                                                                        |
| Peso, sistema completo, listo para disparar            | 15 kg                                                                                                  | 16 kg | 13.3 kg                                                                     |
| Peso, misil                                            | 9.8 kg                                                                                                 | 10.3 kg | 8.3 kg                                                                      |
| Longitud                                               | 1.44 m                                                                                                 | 1.47 m | 1.40 m                                                                      |
| Carga explosiva                                        | 1.15 kg (0.37 kg HMX) fragmentación explosiva                                                          | 1.17 kg (0.39 kg HMX) fragmentación explosiva, incluyendo 20 g de carga secundaria.                                                                        | 1.06 kg M222 (0.36 kg HTA-3) fragmentación explosiva                        |
| Tipo de buscador                                       | AM, detector de PbS sin refrigerar (1–2.8 µm de sensibilidad). Solo adquiere la cola de los objetivos. | FM (múltiples barridos), detector de PbS refrigerado por nitrógeno (2–4.3 µm de sensibilidad). Limitado por el hemisferio frontal, capacidad todo-aspecto. | AM, detector de PbS sin refrigerar. Solo adquiere la cola de los objetivos. |
| Alcance máximo                                         | 4200 m                                                                                                 | 4100 m | 4500 m                                                                      |
| Velocidad                                              | 430 m/s                                                                                                | 410 m/s | 580 m/s                                                                     |
| Máxima velocidad del objetivo, acercándose/alejándose  | 150/260 m/s                                                                                            | 310/260 m/s | –/225 m/s                                                                   |
| Altitud del objetivo (en el momento de la adquisición) | 0.05-2.3 km                                                                                            | 0.03-2.3 km | 0.05-2.7 km                                                                 |

### Armas similares
- FIM-92 Stinger
- Misil Starstreak
- Blowpipe
- KP-SAM Shingung
- 9K38 Igla
- 9K32 Strela-2
- RBS-70
- MBDA Mistral

### Listas relacionadas
- Anexo:Tabla comparativa entre sistemas de defensa aérea portátiles